# ATP Challenger Series 2004
In der folgenden Tabelle werden die Turniere der professionellen Herrentennis-Saison 2004 der ATP Challenger Series dargestellt. Sie bestand aus 146 Turnieren mit einem Preisgeld von 25.000 bis 150.000 US-Dollar. Es war die 27. Ausgabe des Challenger-Turnierzyklus.

## Turnierplan

### Januar
| Datum1 | Ort       | Turnier                                 | Preisgeld | Belag2      | Sieger Einzel   | Sieger Doppel                        |
| ------ | --------- | --------------------------------------- | --------- | ----------- | --------------- | ------------------------------------ |
| 05.01. | São Paulo | Aberto de São Paulo                     | $ 050.000 | Hartplatz   | Juan Mónaco     | Ramón Delgado André Sá               |
| 26.01. | Heilbronn | Heilbronn Open                          | $ 100.000 | Teppich (i) | Gilles Elseneer | Mariusz Fyrstenberg Marcin Matkowski |
| 26.01. | Waikoloa  | Hilton Waikoloa Village USTA Challenger | $ 050.000 | Hartplatz   | Dmitri Tursunow | Scott Humphries Brian Vahaly         |

### Februar
| Datum1 | Ort                 | Turnier                                | Preisgeld | Belag2        | Sieger Einzel        | Sieger Doppel                         |
| ------ | ------------------- | -------------------------------------- | --------- | ------------- | -------------------- | ------------------------------------- |
| 02.02. | Breslau             | KGHM Polish Indoors                    | $ 150.000 | Hartplatz (i) | Karol Beck           | Dominik Hrbatý Michael Kohlmann       |
| 02.02. | Dallas              | Challenger of Dallas                   | $ 050.000 | Hartplatz (i) | Sébastien de Chaunac | Jordan Kerr Todd Perry                |
| 02.02. | Belgrad             | Gemax Open                             | $ 025.000 | Teppich (i)   | Nenad Zimonjić       | Branislav Sekáč Orest Tereschtschuk   |
| 02.02. | Wolfsburg           | Volkswagen Challenger                  | $ 025.000 | Teppich (i)   | Michal Tabara        | Robert Lindstedt Jean-Claude Scherrer |
| 09.02. | Cherbourg           | Challenger Ford de Cherbourg-Octeville | $ 050.000 | Hartplatz (i) | Julien Jeanpierre    | Michal Mertiňák Alexander Waske       |
| 09.02. | Joplin              | Freeman Men’s Challenger               | $ 050.000 | Hartplatz (i) | Lu Yen-hsun          | Lu Yen-hsun Bruno Soares              |
| 16.02. | Andrézieux-Bouthéon | Challenger 42                          | $ 100.000 | Hartplatz (i) | Julien Benneteau     | Yves Allegro Jean-François Bachelot   |
| 23.02. | Ho-Chi-Minh-Stadt   | Heineken Challenger                    | $ 050.000 | Hartplatz     | Arvind Parmar        | Rik De Voest Fred Hemmes              |

### März
| Datum1 | Ort          | Turnier                                                  | Preisgeld | Belag2        | Sieger Einzel          | Sieger Doppel                              |
| ------ | ------------ | -------------------------------------------------------- | --------- | ------------- | ---------------------- | ------------------------------------------ |
| 01.03. | Besançon     | Open de Franche-Comté                                    | $ 100.000 | Hartplatz (i) | Tomáš Berdych          | Alexander Waske Rogier Wassen              |
| 01.03. | Kyōto        | Shimadzu All Japan Indoor Tennis Championships           | $ 025.000 | Teppich (i)   | Michal Tabara          | Rik De Voest Fred Hemmes                   |
| 08.03. | Bogotá       | Bancolombia Open                                         | $ 025.000 | Sand          | Alejandro Falla        | Sebastián Quintero Óscar Rodríguez Sánchez |
| 08.03. | Wrexham      | Wrexham Challenger                                       | $ 025.000 | Hartplatz (i) | Dennis van Scheppingen | Jaroslav Levinský Alexander Waske          |
| 15.03. | Mexiko-Stadt | Corona Mexico City Open                                  | $ 125.000 | Sand          | Florian Mayer          | Ashley Fisher Tripp Phillips               |
| 15.03. | Boca Raton   | Pro Tennis World Open                                    | $ 100.000 | Hartplatz     | Jürgen Melzer          | Igor Andrejew Dmitri Tursunow              |
| 15.03. | Sarajevo     | Sarajevo Open                                            | $ 025.000 | Hartplatz (i) | Gilles Elseneer        | Jaroslav Levinský Alexander Waske          |
| 22.03. | Cagliari     | Sardinia International Championships                     | $ 025.000 | Sand          | Didac Pérez            | Tomas Behrend Giorgio Galimberti           |
| 22.03. | Saint-Brieuc | Open Mutouest                                            | $ 025.000 | Sand (i)      | Olivier Mutis          | Christophe Rochus Tom Vanhoudt             |
| 22.03. | Burnie       | Uncle Toby’s Burnie Challenger                           | $ 025.000 | Hartplatz     | Lu Yen-hsun            | Rik De Voest Lu Yen-hsun                   |
| 29.03. | Busan        | Busan Open Challenger Tennis                             | $ 037.500 | Hartplatz     | Alexander Peya         | Sanchai Ratiwatana Sonchat Ratiwatana      |
| 29.03. | Barletta     | Torneo Internazionale di Tennis Città della Disfida Open | $ 025.000 | Sand          | Nicolás Almagro        | Marc López Fernando Vicente                |
| 29.03. | Canberra     | Uncle Toby’s Australian Men’s Clay Court Challenger      | $ 025.000 | Sand          | Peter Luczak           | Łukasz Kubot Zbynek Mlynarik               |
| 29.03. | Salinas      | Abierto Internacional de Salinas                         | $ 025.000 | Hartplatz     | Alejandro Falla        | Federico Browne Aisam-ul-Haq Qureshi       |

### April
| Datum1 | Ort             | Turnier                           | Preisgeld | Belag2    | Sieger Einzel       | Sieger Doppel                                 |
| ------ | --------------- | --------------------------------- | --------- | --------- | ------------------- | --------------------------------------------- |
| 05.04. | San Luis Potosí | San Luis Potosí Challenger        | $ 050.000 | Sand      | Mariano Delfino     | Tuomas Ketola Rogier Wassen                   |
| 05.04. | Calabasas       | USTA Challenger of Calabasas 2004 | $ 025.000 | Hartplatz | Ivo Karlović        | Ilija Bozoljac Dušan Vemić                    |
| 12.04. | León            | León Challenger                   | $ 025.000 | Hartplatz | Jeff Salzenstein    | Bruno Echagaray Miguel Gallardo Valles        |
| 12.04. | Olbia           | Olbia Challenger                  | $ 025.000 | Sand      | Stefano Pescosolido | Daniele Bracciali Giorgio Galimberti          |
| 19.04. | Bermuda         | XL Bermuda Open                   | $ 100.000 | Sand      | Luis Horna          | Jordan Kerr Tom Vanhoudt                      |
| 19.04. | Mexiko-Stadt    | Challenger Casablanca San Ángel   | $ 075.000 | Hartplatz | Jeff Morrison       | Nathan Healey Tuomas Ketola                   |
| 19.04. | Barcelona       | Trofeo Cuitat de Barcelona        | $ 025.000 | Sand      | Stan Wawrinka       | Emilio Benfele Álvarez Gabriel Trujillo Soler |
| 19.04. | Neapel          | Tennis Napoli Cup                 | $ 025.000 | Sand      | Gilles Müller       | Tomas Behrend Giorgio Galimberti              |
| 26.04. | Aix-en-Provence | Open Sainte-Victoire              | $ 125.000 | Sand      | Fabrice Santoro     | Thierry Ascione Jean-François Bachelot        |
| 26.04. | Rom             | Garden Open                       | $ 025.000 | Sand      | Nicolas Coutelot    | Kornél Bardóczky Gergely Kisgyörgy            |

### Mai
| Datum1 | Ort          | Turnier                                     | Preisgeld | Belag2    | Sieger Einzel     | Sieger Doppel                        |
| ------ | ------------ | ------------------------------------------- | --------- | --------- | ----------------- | ------------------------------------ |
| 03.05. | Ostrava      | Ispat Open                                  | $ 025.000 | Sand      | Janko Tipsarević  | Tuomas Ketola Petr Pála              |
| 10.05. | Forest Hills | West Side Tennis Club Clay Court Challenger | $ 050.000 | Sand      | Juan Pablo Guzmán | Jason Marshall Bruno Soares          |
| 10.05. | Zagreb       | Zagreb Open                                 | $ 050.000 | Sand      | Adrián García     | Karol Beck Jaroslav Levinský         |
| 10.05. | Košice       | Steelers Cup                                | $ 025.000 | Sand      | Peter Luczak      | Devin Bowen Peter Luczak             |
| 10.05. | Sanremo      | Sanremo Tennis Cup                          | $ 025.000 | Sand      | Potito Starace    | Daniele Bracciali Giorgio Galimberti |
| 17.05. | Prag         | ECM Prague Open                             | $ 125.000 | Sand      | Jan Hernych       | Karol Kučera Cyril Suk               |
| 17.05. | Budapest     | Budapest Challenger I                       | $ 025.000 | Sand      | Stéphane Robert   | Juan Pablo Brzezicki Mariano Delfino |
| 17.05. | Fargʻona     | Fergana Challenger                          | $ 025.000 | Hartplatz | Igor Kunizyn      | Raven Klaasen Jean-Julien Rojer      |
| 24.05. | Ljubljana    | Ljubljana Open                              | $ 025.000 | Sand      | Jiří Vaněk        | Giovanni Lapentti Rik De Voest       |
| 24.05. | Turin        | Sporting Challenger                         | $ 025.000 | Sand      | Álex Calatrava    | Leonardo Azzaro Giorgio Galimberti   |
| 31.05. | Prostějov    | Unicredit Czech Open                        | $ 125.000 | Sand      | Radek Štěpánek    | Dominik Hrbatý Jaroslav Levinský     |
| 31.05. | Fürth        | Schickedanz Open                            | $ 050.000 | Sand      | Jiří Vaněk        | Adrián García Janko Tipsarević       |
| 31.05. | Surbiton     | Surbiton Trophy                             | $ 050.000 | Rasen     | Karol Beck        | Nathan Healey Jim Thomas             |
| 31.05. | Tallahassee  | Tallahassee Tennis Challenger               | $ 050.000 | Hartplatz | Cecil Mamiit      | Matías Boeker Noam Okun              |
| 31.05. | Sassuolo     | Memorial Savigni                            | $ 025.000 | Sand      | Potito Starace    | Enzo Artoni Ignacio González King    |

### Juni
| Datum1 | Ort                 | Turnier                                                          | Preisgeld | Belag2    | Sieger Einzel    | Sieger Doppel                             |
| ------ | ------------------- | ---------------------------------------------------------------- | --------- | --------- | ---------------- | ----------------------------------------- |
| 07.06. | Forest Hills        | Forest Hills Grass Court Classic                                 | $ 050.000 | Rasen     | Justin Gimelstob | Brandon Coupe Justin Gimelstob            |
| 07.06. | Lugano              | Challenger Lugano                                                | $ 050.000 | Sand      | Álex Calatrava   | Emilio Benfele Álvarez Giorgio Galimberti |
| 07.06. | Weiden              | ATU Cup                                                          | $ 025.000 | Sand      | Tomáš Berdych    | Janko Tipsarević Lovro Zovko              |
| 14.06. | Braunschweig        | Nord/LB Open                                                     | $ 125.000 | Sand      | Tomáš Berdych    | Tomas Behrend Emilio Benfele Álvarez      |
| 21.06. | Andorra             | Open Internacional d’Andorra                                     | $ 025.000 | Hartplatz | Tomáš Berdych    | Gilles Müller Aisam-ul-Haq Qureshi        |
| 21.06. | Reggio nell’Emilia  | Torneo B. Camparini                                              | $ 025.000 | Sand      | Olivier Mutis    | Tomas Behrend Tomas Tenconi               |
| 28.06. | Córdoba             | Open Diputación Ciudad de Pozoblanco                             | $ 100.000 | Hartplatz | Gilles Müller    | Brandon Coupe Tripp Phillips              |
| 28.06. | Mantua              | Challenger Canottieri Mincio                                     | $ 025.000 | Sand      | Alessio di Mauro | Daniele Bracciali Giorgio Galimberti      |
| 28.06. | Montauban           | Open de Montauban                                                | $ 025.000 | Sand      | Álex Calatrava   | Marc-Kevin Goellner Álex López Morón      |
| 28.06. | Zell am Harmersbach | Internationale Badische Meisterschaften um den Techem Cup – Zell | $ 025.000 | Sand      | Daniel Elsner    | Jean-Claude Scherrer Alexander Waske      |

### Juli
| Datum1 | Ort              | Turnier                                | Preisgeld | Belag2    | Sieger Einzel         | Sieger Doppel                                |
| ------ | ---------------- | -------------------------------------- | --------- | --------- | --------------------- | -------------------------------------------- |
| 05.07. | Scheveningen     | Siemens Open                           | $ 050.000 | Sand      | Peter Wessels         | Paul Logtens Raemon Sluiter                  |
| 05.07. | Budaörs          | Stella Artois Clay Court Championships | $ 025.000 | Sand      | Ignacio González King | Ignacio González King Gabriel Trujillo Soler |
| 05.07. | Nottingham       | Nottingham Challenger                  | $ 025.000 | Rasen     | Jo-Wilfried Tsonga    | Nathan Healey Tuomas Ketola                  |
| 05.07. | Oberstaufen      | Oberstaufen Cup                        | $ 025.000 | Sand      | Dieter Kindlmann      | Wadim Dawletschin Alexander Kudrjawzew       |
| 05.07. | San Benedetto    | San Benedetto Challenger               | $ 025.000 | Sand      | Daniele Bracciali     | Daniele Bracciali Giorgio Galimberti         |
| 12.07. | Granby           | Challenger Natrel                      | $ 050.000 | Hartplatz | Michael Russell       | Brian Baker Frank Dancevic                   |
| 12.07. | Rimini           | Riviera di Rimini                      | $ 050.000 | Sand      | Tomas Tenconi         | Daniele Bracciali Giorgio Galimberti         |
| 12.07. | São Paulo        | Ourcard Tennis Challenger              | $ 050.000 | Hartplatz | André Sá              | Alejandro Hernández André Sá                 |
| 12.07. | Manchester       | Manchester Trophy                      | $ 025.000 | Rasen     | Alex Bogdanovic       | Jean-François Bachelot Nicolas Mahut         |
| 19.07. | Hilversum        | Hilversum Open                         | $ 125.000 | Sand      | Philipp Kohlschreiber | Fred Hemmes Melle van Gemerden               |
| 19.07. | Aptos            | USTA Seascape Challenger               | $ 050.000 | Hartplatz | Kevin Kim             | Huntley Montgomery Tripp Phillips            |
| 19.07. | Campos do Jordão | Credicard Mastercard Tennis Cup        | $ 050.000 | Hartplatz | Takao Suzuki          | Ricardo Mello Iván Miranda                   |
| 19.07. | Tampere          | Nokian Hakkapelitta Open               | $ 050.000 | Sand      | Boris Pašanski        | Andrés Dellatorre Diego Moyano               |
| 19.07. | Valladolid       | Arroyo de la Encomienda                | $ 037.500 | Hartplatz | Nicolas Mahut         | Jean-François Bachelot Nicolas Mahut         |
| 19.07. | Recanati         | Guzzini Challenger                     | $ 025.000 | Hartplatz | Uros Vico             | Massimo Dell’Acqua Uros Vico                 |
| 25.07. | San Marino       | San Marino CEPU Open                   | $ 100.000 | Sand      | Potito Starace        | Massimo Bertolini Tom Vanhoudt               |
| 25.07. | Segovia          | Open Castilla y León                   | $ 100.000 | Hartplatz | Paul-Henri Mathieu    | Igor Kunizyn Uladsimir Waltschkou            |
| 25.07. | Lexington        | Fifth Third Bank Tennis Classic        | $ 050.000 | Hartplatz | Matías Boeker         | Matías Boeker Amer Delić                     |
| 25.07. | Belo Horizonte   | BH Tennis Open International Cup       | $ 025.000 | Hartplatz | Janko Tipsarević      | Sanchai Ratiwatana Sonchat Ratiwatana        |
| 25.07. | Toljatti         | Togliatti Cup                          | $ 025.000 | Hartplatz | Jo-Wilfried Tsonga    | Teimuras Gabaschwili Dmitri Wlassow          |

### August
| Datum1 | Ort             | Turnier                                    | Preisgeld | Belag2    | Sieger Einzel        | Sieger Doppel                             |
| ------ | --------------- | ------------------------------------------ | --------- | --------- | -------------------- | ----------------------------------------- |
| 02.08. | Posen           | Porsche Open                               | $ 075.000 | Sand      | Tomáš Zíb            | Adam Chadaj Stéphane Robert               |
| 02.08. | Denver          | Colorado Tennis Classic                    | $ 050.000 | Hartplatz | Brian Baker          | Brian Baker Rajeev Ram                    |
| 02.08. | Trani           | Trani Cup                                  | $ 050.000 | Sand      | Filippo Volandri     | Massimo Bertolini Álex López Morón        |
| 02.08. | Gramado         | Gramado Open de Tênis                      | $ 025.000 | Hartplatz | Ricardo Mello        | Santiago González Bruno Soares            |
| 02.08. | Saransk         | Mordovia Cup                               | $ 025.000 | Sand      | Ladislav Švarc       | Alexei Kedrjuk Vadim Kutsenko             |
| 02.08. | Timișoara       | Timișoara Challenger                       | $ 025.000 | Sand      | Marc Gicquel         | Florin Mergea Horia Tecău                 |
| 09.08. | Binghamton      | Binghamton Professional Tennis Tournament  | $ 050.000 | Hartplatz | Noam Okun            | Huntley Montgomery Tripp Phillips         |
| 09.08. | Cordenons       | Alfa Romea Tennis Cup                      | $ 025.000 | Sand      | Daniel Gimeno Traver | Leonardo Azzaro Kornél Bardóczky          |
| 09.08. | Graz            | S’Tennis Master Championship               | $ 025.000 | Hartplatz | Jan Minář            | Julian Knowle Alexander Peya              |
| 09.08. | Manta           | Manta Open                                 | $ 025.000 | Hartplatz | Giovanni Lapentti    | Marcos Daniel Santiago González           |
| 09.08. | St. Petersburg  | St. Petersburg Challenger                  | $ 025.000 | Sand      | Jean-René Lisnard    | Michail Jelgin Andrei Mischin             |
| 16.08. | Bronx           | GHI Bronx Tennis Classic                   | $ 050.000 | Hartplatz | Julien Jeanpierre    | Huntley Montgomery Tripp Phillips         |
| 16.08. | Genf            | IPP Geneva Trophy                          | $ 037.500 | Sand      | Stan Wawrinka        | Tomáš Cibulec David Škoch                 |
| 16.08. | Mönchengladbach | Deutsche Vermögensberatung Challenger Open | $ 025.000 | Sand      | Tobias Summerer      | Philipp Petzschner Christopher Kas        |
| 16.08. | Samarqand       | Samarkand Challenger                       | $ 025.000 | Sand      | Mariano Puerta       | Jean-François Bachelot Melle van Gemerden |
| 23.08. | Manerbio        | Trofeo Dimmidisì                           | $ 050.000 | Sand      | Nicolás Almagro      | Petr Luxa Martin Štěpánek                 |
| 23.08. | Buxoro          | Bukhara Challenger                         | $ 025.000 | Hartplatz | Michal Mertiňák      | Michal Mertiňák Pavel Šnobel              |
| 30.08. | Kiew            | Kyiv Open                                  | $ 050.000 | Sand      | Nicolás Almagro      | Albert Portas Sergio Roitman              |
| 30.08. | Freudenstadt    | Black Forest Open                          | $ 025.000 | Sand      | Santiago Ventura     | Gabriel Trifu Alexander Waske             |

### September
| Datum1 | Ort             | Turnier                       | Preisgeld | Belag2        | Sieger Einzel      | Sieger Doppel                                 |
| ------ | --------------- | ----------------------------- | --------- | ------------- | ------------------ | --------------------------------------------- |
| 06.09. | Istanbul        | TED Open                      | $ 075.000 | Hartplatz     | Peter Wessels      | George Bastl Björn Phau                       |
| 06.09. | Seoul           | Samsung Securities Cup        | $ 075.000 | Hartplatz     | Lee Hyung-taik     | Ashley Fisher Robert Lindstedt                |
| 06.09. | Donezk          | Alexander Kolyaskin Memorial  | $ 050.000 | Hartplatz     | Marco Chiudinelli  | Igor Kunizyn Uros Vico                        |
| 06.09. | Aschaffenburg   | Rhein-Main Challenger         | $ 025.000 | Sand          | Leonardo Azzaro    | Ota Fukárek Jan Vacek                         |
| 06.09. | Brașov          | Asirom Brașov Challenger      | $ 025.000 | Sand          | Victor Ioniță      | Salvador Navarro Rubén Ramírez Hidalgo        |
| 06.09. | Genua           | Genoa Open Challenger         | $ 025.000 | Sand          | Juan Antonio Marín | Emilio Benfele Álvarez Álex López Morón       |
| 13.09. | Budapest        | Budapest Challenger II        | $ 025.000 | Sand          | Stéphane Robert    | Juan Pablo Brzezicki Mariano Delfino          |
| 13.09. | Teheran         | Tehran Open                   | $ 025.000 | Sand          | Mariano Puerta     | Oliver Marach Jean-Claude Scherrer            |
| 20.09. | Stettin         | Pekao Szczecin Open           | $ 125.000 | Sand          | Edgardo Massa      | Lucas Arnold Ker Mariano Hood                 |
| 20.09. | Covington       | Smith Barney Men’s Challenger | $ 050.000 | Hartplatz     | Paul Goldstein     | Paul Goldstein K. J. Hippensteel              |
| 20.09. | Banja Luka      | Banja Luka Challenger         | $ 025.000 | Sand          | Juri Schtschukin   | keine Finalisten                              |
| 20.09. | Peking          | Beijing Challenger            | $ 025.000 | Hartplatz     | Justin Gimelstob   | Ashley Fisher Tripp Phillips                  |
| 27.09. | Grenoble        | Open de L’Isère               | $ 075.000 | Hartplatz (i) | Karol Kučera       | Uros Vico Lovro Zovko                         |
| 27.09. | College Station | College Station Challenger    | $ 025.000 | Hartplatz     | André Sá           | Paul Goldstein Brian Vahaly                   |
| 27.09. | Dubrovnik       | Dubrovnik Open                | $ 025.000 | Sand          | Edgardo Massa      | Juan Pablo Brzezicki Martín Vassallo Argüello |

### Oktober
| Datum1 | Ort       | Turnier                         | Preisgeld | Belag2        | Sieger Einzel      | Sieger Doppel                             |
| ------ | --------- | ------------------------------- | --------- | ------------- | ------------------ | ----------------------------------------- |
| 04.10. | Austin    | USTA Men’s Challenger of Austin | $ 050.000 | Hartplatz     | Robert Kendrick    | André Sá Bruno Soares                     |
| 04.10. | Sevilla   | Copa Sevilla                    | $ 037.500 | Sand          | Óscar Hernández    | Tomas Behrend Alexander Waske             |
| 04.10. | Quito     | Trofeo Ciudad de Quito          | $ 025.000 | Sand          | Giovanni Lapentti  | Santiago González Alejandro Hernández     |
| 04.10. | Rom       | Sir Supermercati Open           | $ 025.000 | Sand          | Juan Antonio Marín | Konstantinos Economidis Vasilis Mazarakis |
| 11.10. | Tiburon   | USTA Challenger of Tiburon      | $ 050.000 | Hartplatz     | K. J. Hippensteel  | André Sá Bruno Soares                     |
| 11.10. | Barcelona | Ciutat de Barcelona             | $ 025.000 | Sand          | Óscar Hernández    | Óscar Hernández Gabriel Trujillo Soler    |
| 18.10. | Bolton    | Bolton Challenger               | $ 025.000 | Hartplatz (i) | Marcos Baghdatis   | Jeff Coetzee Jim Thomas                   |
| 18.10. | Burbank   | USTA Challenger of Burbank      | $ 025.000 | Hartplatz     | Kevin Kim          | Nick Rainey Brian Wilson                  |

### November
| Datum1 | Ort               | Turnier                                                    | Preisgeld | Belag2        | Sieger Einzel          | Sieger Doppel                         |
| ------ | ----------------- | ---------------------------------------------------------- | --------- | ------------- | ---------------------- | ------------------------------------- |
| 01.11. | Aachen            | Lambertz Open by STAWAG                                    | $ 050.000 | Teppich (i)   | Novak Đoković          | Simon Aspelin Todd Perry              |
| 01.11. | Homestead         | Keys Gate Challenger                                       | $ 050.000 | Hartplatz     | Răzvan Sabău           | Gabriel Trifu Glenn Weiner            |
| 01.11. | Santiago de Chile | Copa Petrobras Santiago                                    | $ 050.000 | Sand          | Óscar Hernández        | Enzo Artoni Ignacio González King     |
| 01.11. | Caloundra         | Uncle Toby’s Challenger in Caloundra                       | $ 025.000 | Hartplatz     | Lu Yen-hsun            | Luke Bourgeois Lu Yen-hsun            |
| 08.11. | Bratislava        | Tatra Banka Open                                           | $ 100.000 | Teppich (i)   | Marcos Baghdatis       | Simon Aspelin Graydon Oliver          |
| 08.11. | Buenos Aires      | Copa Petrobras Buenos Aires                                | $ 050.000 | Sand          | Oliver Marach          | Enzo Artoni Ignacio González King     |
| 08.11. | Nashville         | Music City Challenger                                      | $ 050.000 | Hartplatz (i) | Justin Gimelstob       | Jason Marshall Travis Parrott         |
| 15.11. | Dnipro            | Privat Bank Cup                                            | $ 125.000 | Hartplatz (i) | Andrei Pavel           | Karol Beck Jaroslav Levinský          |
| 15.11. | Champaign         | Wright Financial Group/Northwestern Mutual USTA Challenger | $ 050.000 | Hartplatz (i) | Justin Gimelstob       | Brian Baker Rajeev Ram                |
| 15.11. | Helsinki          | IPP Open                                                   | $ 050.000 | Hartplatz (i) | Peter Wessels          | Robert Lindstedt Lu Yen-hsun          |
| 15.11. | Santa Cruz        | Copa Petrobras Santa Cruz                                  | $ 050.000 | Sand          | Mariano Puerta         | Enzo Artoni Ignacio González King     |
| 15.11. | Eckental          | Okal Cup                                                   | $ 025.000 | Teppich (i)   | Alexander Waske        | Christopher Kas Philipp Petzschner    |
| 15.11. | Puebla            | Challenger Britania Zavaleta                               | $ 025.000 | Hartplatz     | Miguel Gallardo Valles | Santiago González Alejandro González  |
| 22.11. | Luxemburg         | Mobilux Open                                               | $ 150.000 | Hartplatz (i) | Joachim Johansson      | Massimo Bertolini Petr Luxa           |
| 22.11. | Groningen         | Challenger Groningen                                       | $ 075.000 | Hartplatz (i) | Peter Wessels          | Alexander Waske Rogier Wassen         |
| 22.11. | Bogotá            | Copa Petrobras Bogotá                                      | $ 050.000 | Sand          | Ramón Delgado          | Sergio Roitman Santiago Ventura       |
| 22.11. | Prag              | Czech Indoor Open                                          | $ 025.000 | Teppich (i)   | Tuomas Ketola          | Lukáš Dlouhý Igor Zelenay             |
| 22.11. | La Réunion        | Open de la Ville de Saint Denis                            | $ 025.000 | Hartplatz     | Michal Tabara          | Sanchai Ratiwatana Sonchat Ratiwatana |
| 29.11. | Mauritius         | Mauritius Open                                             | $ 125.000 | Hartplatz     | Andrei Pavel           | Andrei Pavel Gabriel Trifu            |
| 29.11. | Aracaju           | Copa Petrobras Aracaju                                     | $ 050.000 | Sand          | Nicolás Lapentti       | Enzo Artoni Ignacio González King     |
| 29.11. | Mailand           | Jameson Cup                                                | $ 050.000 | Hartplatz (i) | George Bastl           | Daniele Bracciali Julian Knowle       |
| 29.11. | Kisch             | Kish Free Zone Island Challenger                           | $ 025.000 | Sand          | Tomas Behrend          | Tomas Behrend Rogier Wassen           |

### Dezember
| Datum1 | Ort         | Turnier                | Preisgeld | Belag2      | Sieger Einzel  | Sieger Doppel                        |
| ------ | ----------- | ---------------------- | --------- | ----------- | -------------- | ------------------------------------ |
| 06.12. | Guadalajara | Guadalajara Challenger | $ 050.000 | Sand        | Mariano Puerta | Santiago González Alejandro González |
| 06.12. | Ischgl      | Ischgl International   | $ 050.000 | Teppich (i) | Dick Norman    | Leonardo Azzaro Christopher Kas      |

- 1 Turnierbeginn (ohne Qualifikation)
- 2 Das Kürzel „(i)“ (= indoor) bedeutet, dass das betreffende Turnier in einer Halle ausgetragen wurde.